# Rocío de Meer Méndez
Rocío de Meer Méndez (Madrid, 26 de diciembre de 1989) es una abogada y política española de Vox, diputada de la xiii y xiv legislaturas de las Cortes Generales por Almería.

## Biografía
Nació en Madrid el 26 de diciembre de 1989, en una familia de militares. Uno de sus abuelos fue el coronel y político Carlos de Meer de Ribera, patrono de la Fundación Francisco Franco y último gobernador civil de las Islas Baleares —entre otros altos cargos— de la dictadura franquista entre 1974 y 1976. Destacó también en años posteriores por ser el abogado defensor del capitán Francisco Dusmet, procesado y condenado por su participación en el fallido golpe de Estado de 1981, así como por ser condenado él mismo en 1987 por ausentarse de su domicilio sin permiso para visitar al dictador libio Gadafi con la presunta intención de obtener financiación para un golpe de Estado.
Rocío de Meer es licenciada en Derecho por la Universidad Complutense de Madrid. Durante sus estudios universitarios fue presidenta de la Sociedad de Debates de la Universidad Complutense y en cuarto curso conoció a Santiago Abascal, en un evento organizado por la Fundación DENAES, entonces presidida por Abascal. Está casada con un militar y tiene tres niños.
Vicepresidenta de Vox, en las elecciones generales de abril de 2019 fue elegida diputada de la circunscripción de Almería en el Congreso para la XIII legislatura. Meses después, en las elecciones generales de noviembre de 2019 fue nuevamente elegida para la XIV legislatura.
Identificada como «belicosa» y uno de los «perfiles más duros» de su partido, desde su elección como diputada ha protagonizado también varios sucesos mediáticos. En abril de 2020, a través de Twitter, hizo un llamamiento a un golpe de Estado al señalar al Ejército que «la nación no es lo mismo que el Estado» y que «ellos juraron lo primero». El segundo de ellos tuvo lugar el 26 de junio de 2020 en la localidad vizcaína de Sestao, en plena campaña de las elecciones al Parlamento Vasco de 2020, donde recibió una pedrada lanzada por un grupo de detractores. Políticos de otros partidos, como Pablo Echenique, no dieron credibilidad al suceso, aunque en general los medios de comunicación y otros dirigentes políticos dieron credibilidad al hecho y condenaron la agresión. Finalmente la denuncia que presentó de Meer fue archivada. En agosto de 2020, estuvo de nuevo en el foco mediático al compartir en varias ocasiones a través de sus redes sociales vídeos que contenían propaganda nazi; los vídeos, procedentes de grupúsculos fascistas, fueron posteriormente borrados.
En julio de 2025, en una rueda de prensa en la sede de Vox, afirmó que su partido quería deportar de forma masiva a siete millones de inmigrantes y descendientes de estos:

Si de 47 millones de habitantes que tiene nuestro país, más o menos siete o más de siete, porque tenemos que tener en cuenta la segunda generación [nacidos en España], ocho millones son personas que han venido de diferentes orígenes en un muy corto periodo de tiempo y, por lo tanto, es extraordinariamente difícil que puedan adaptarse a nuestros usos y costumbres […] todos estos millones de personas que han venido hace muy poco tiempo a nuestro país y no se han adaptado a nuestras costumbres y en muchísimos casos han protagonizado escenas de inseguridad en nuestros barrios y en nuestros entornos, pues tendrán que volver a sus países. Esto será un proceso extraordinariamente complejo de remigración [sic], pero nosotros apostamos por este proceso porque […] tenemos el derecho a querer sobrevivir como pueblo.
transcripción de El País

El día posterior a la rueda de prensa defendió las deportaciones masivas y negó haber dicho que fueran 8 millones de personas: «Es imposible que haya dicho que queremos deportar a 8 millones de personas, porque no sé cuántas personas tenemos que deportar. Esta información la tiene el Gobierno».